# Han Seung-yeon
Han Seung-yeon (한승연?, 韓昇延?, Han Seung-yeonLR, Han Sŭng-yŏnMR; Seul, 24 luglio 1988) è una cantante e attrice sudcoreana.
Dal 2007 al 2016 ha fatto parte del girl group Kara formato dalla DSP Media.

## Biografia
Han Seung-yeon è nata il 24 luglio 1988 a Seul, in Corea del Sud. Ha debuttato come attrice bambina in una piccola parte in Dear Ends (1993), Summer Showers (1995) e Star in My Heart (1997). In seguito ha lasciato la Corea del Sud per studiare alla Tenafly High School nel New Jersey, negli Stati Uniti. Tuttavia, si ritirò dalle scuole medie per proseguire la carriera di cantante. Dopo essere tornata in Corea del Sud, ha debuttato come membro nel gruppo musicale Kara il 29 marzo 2007. Durante il suo periodo con il gruppo, ha superato un esame di qualifica al liceo, il College Scholastic Ability Test, ed è stata accettata dalla Kyung Hee University, specializzandosi in teatro e cinema.

## Filmografia

### Cinema
- Binteum-eobnneun sa-i (빈틈없는 사이?), regia di Lee Woo-cheol (2023)

### Televisione
- Byeor-eun nae gaseum-e (1997)
- URAKARA (2011)
- Jang Ok-jeong, sarang-e salda (2013)
- Her Lovely Heels (2014)
- Jang Bo-ri is Here! (2014)
- Secret Love (2014)
- Hello, My Twenties! (청춘시대) – serie TV, 2 stagioni (2016-2017)
- Yeoldubam – serie TV, 12 episodi (2018)
- Meomchugo sip-eun sun-gan: About Time (멈추고 싶은 순간: 어바웃타임?) – serie TV (2018)
- Seon-jae eopgo twi-eo (선재 업고 튀어?) – serie TV (2024)